# 1867

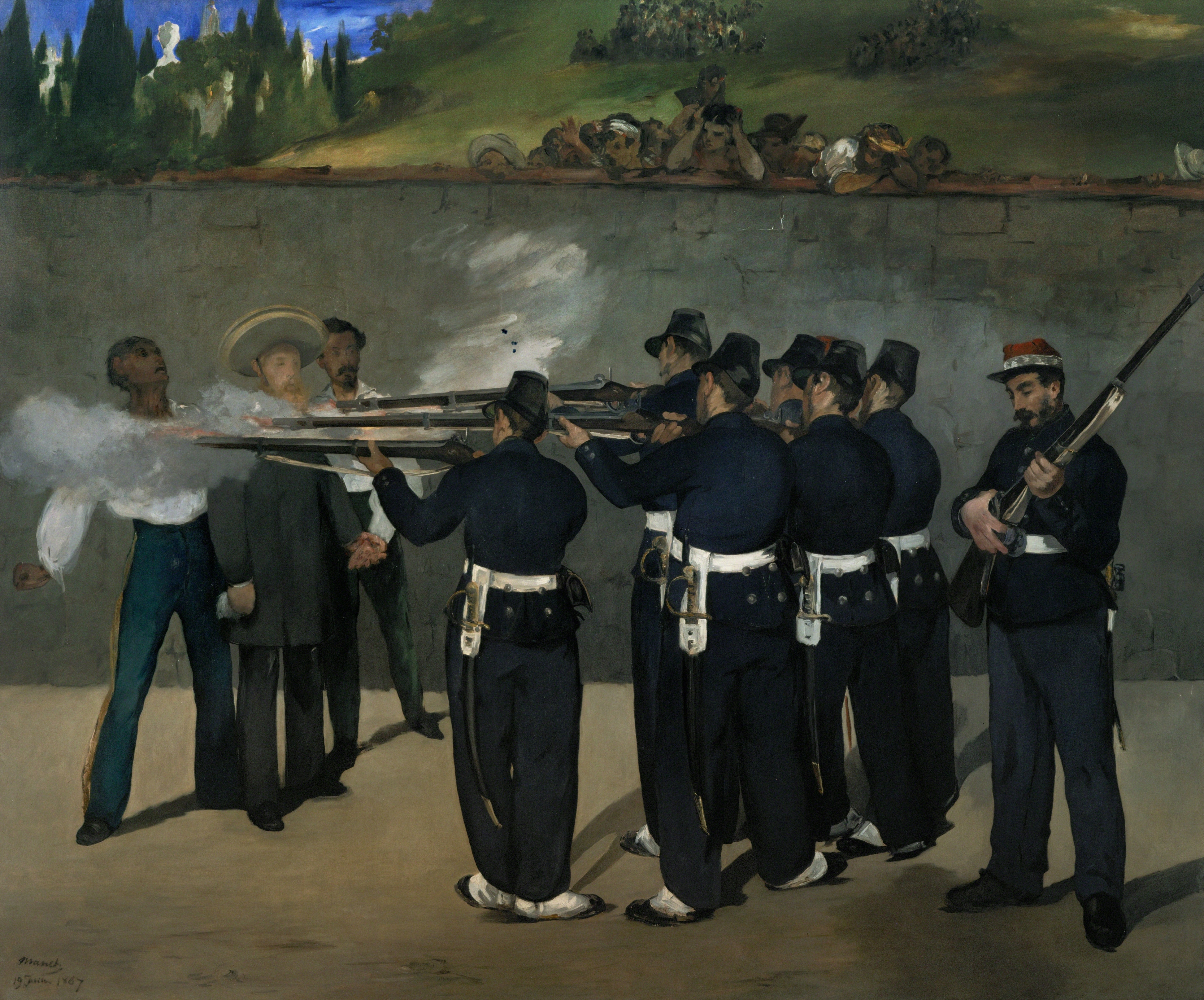
De executie van Maximiliaan van Mexico in 1867, geschilderd door Édouard Manet

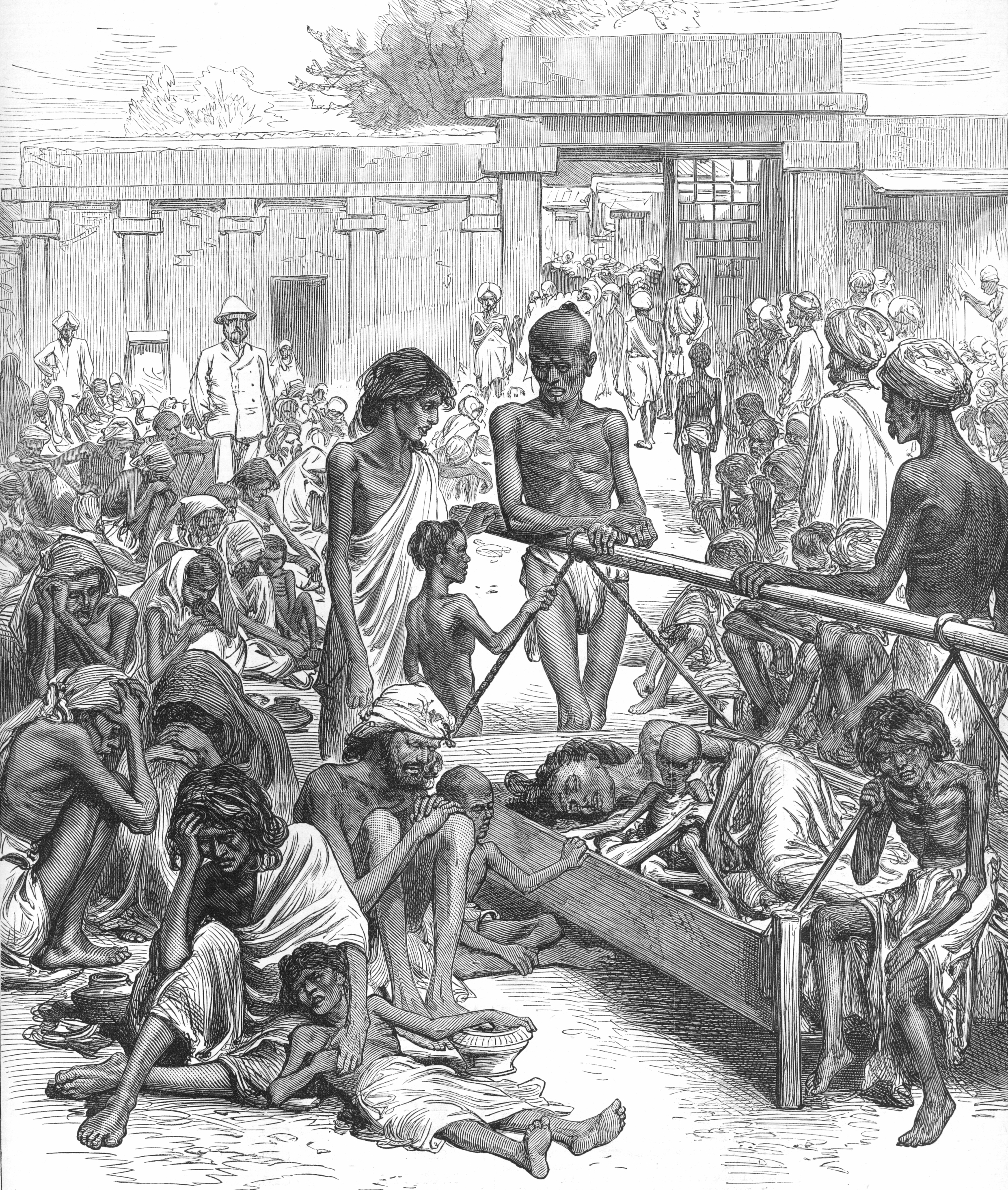
Hongersnood in Bangalore, India in 1867

Het jaar 1867 is het 67e jaar in de 19e eeuw volgens de christelijke jaartelling.

## Gebeurtenissen
januari
- 12 – Het hertogdom Sleeswijk en het hertogdom Holstein worden als provincie Sleeswijk-Holstein bij het koninkrijk Pruisen ingelijfd.
- 24 – Instelling in Nederland van de Bronzen medaille voor goede zorg en hulp bij het heerschen der cholera asiatica in 1866.

februari
- 13 – Eerste uitvoering van de wals An der schönen blauen Donau van Johann Strauss jr.. Het succes is aanvankelijk niet groot.
- 17 – Het eerste schip vaart door het Suezkanaal.

maart
- 2 – Het Amerikaanse Congres neemt de eerste reconstructiewet aan. De zuidelijke staten zullen worden verdeeld in bezettingszones totdat de zwarte bevolking burgerrechten heeft gekregen.
- 16 – De Britse chirurg Joseph Lister publiceert in The Lancet het eerste van een serie artikelen over de bestrijding van infecties bij operaties, onder meer door het gebruik van verband gedrenkt in carbolzuur. De antiseptische wondverzorging betekent een nieuwe fase in de geneeskunde waarin de patiënt meer kans heeft om een operatie te overleven.

april
- 1 – Napoleon III opent de Wereldtentoonstelling in Parijs. Te zien is hier onder veel meer de eerste vélocipède met trappers.
- 4 – De eerste twee in Nederland gebouwde loggers lopen in Vlaardingen van stapel.

mei
- 1 – Ingebruikname door de HSM van de spoorlijnen Alkmaar-Uitgeest en Haarlem-Uitgeest. Eigenaar van beide lijnen is de Staat der Nederlanden.
- 7 – Alfred Nobel krijgt in Engeland patent op dynamiet.
- 11 – Aan het slot van een vijfdaagse conferentie in Londen over Luxemburg garanderen de deelnemende landen, het Verenigd Koninkrijk, Frankrijk, Pruisen, Italië, Nederland en België, de neutraliteit van het Groothertogdom. De citadel zal worden ontmanteld.
- 21 – De Fransman Frédéric Passy sticht de 'Ligue internationale et permanente de la paix'. Hij wil met deze vredesliga druk uitoefenen op de Franse regering, zodat deze het conflict met Pruisen zonder bloedvergieten zal oplossen.
- mei – Bij de algemene verkiezingen in Liberia eindigen de twee partijen bijna even sterk. Het parlement bepaalt dat James Spriggs Payne de volgende president wordt.

juni
- 8 – Franz Jozef en Elizabeth worden gekroond tot koning en koningin van Hongarije. Dit is een uitvloeisel van de Ausgleich tussen Oostenrijk en de Hongaren, waarbij de dubbelmonarchie Oostenrijk-Hongarije ontstaat.
- 19 – Maximiliaan van Mexico en oud-president Miguel Miramón worden door de liberalen gefusilleerd in Santiago de Querétaro.

juli
- 1 – In de British North America Act wordt het dominion Canada in het leven geroepen.
- 9 – In Glasgow wordt Queen's Park FC opgericht, de oudste nog bestaande Britse voetbalclub in de League.
- 16 – De Parijse tuinman Joseph Monier krijgt patent op gewapend beton.
- 18 – De regering over het vorstendom Waldeck-Pyrmont gaat bij het Akzessionsvertrag over op Pruisen.
- 19 – Oprichting bij Koninklijk Besluit van de Nederlandsche Vereeniging tot het verleenen van hulp aan zieke en gewonde krijgslieden in tijd van oorlog
- 25 – Karl Marx voltooit het eerste deel van Het Kapitaal.

september
- 1 – Inwijding van de Basiliek van Onze-Lieve-Vrouw van Dadizele.
- 9 – Groothertogdom Luxemburg is niet langer een deelstaat van de Noord-Duitse Bond en wordt onafhankelijk, met de Nederlandse koning als groothertog.
- 15 – Opening van de Galleria Vittorio Emanuele in Milaan.

oktober
- 13 – Als een der eerste Pauselijke Zoeaven sneuvelt de Westfries Pieter Janszoon Jong tegen de Roodhemden van Garibaldi.
- 14 - De laatste shogun van Japan, Tokugawa Yoshinobu, draagt de macht over aan de nieuwe keizer Meiji.
- 18 – De Verenigde Staten kopen Alaska van Rusland (Alaska Purchase)
- 18 – In het nieuwe Amsterdamse Rij- en wandelpark wordt een standbeeld onthuld van de dichter Joost van den Vondel.

november
- 5 – De Franse legers en de Pauselijke Zoeaven verslaan Garibaldi te Mentana.
- 6 – Afvaart van de expeditie naar de westkust van Guinea.
- 6 – Oprichting van de National Society for Women's Suffrage door Lydia Becker.
- 23 – De Manchester Martelaren, die door de overval op een gevangenentransport twee Ierse opstandelingen hebben helpen ontsnappen, worden opgehangen.

zonder datum
- De Servische koning Milan Obrenović verdrijft de Turken definitief uit zijn land met behulp van Oostenrijk-Hongarije.
- De Britse journalist Walter Bagehot formuleert in een bundel essays de drie rechten van de Koning in een parlementaire democratie: het recht om te worden geïnformeerd, het recht om aan te moedigen en het recht om te waarschuwen.
- De eerste Wolf-Rayetster wordt ontdekt door Charles Wolf en Georges Rayet.
- De schrijfmachine wordt uitgevonden door Christopher Latham Sholes, Carlos Glidden en Samuel W. Soule in een werkplaats in Milwaukee. Zij verkopen hun patent aan Remington.

## Muziek
- Johann Strauss componeert An der schönen blauen Donau
- De Russische componistengroep Het Machtige Hoopje krijgt deze naam in een recensie van Stassov.

## Beeldende kunst

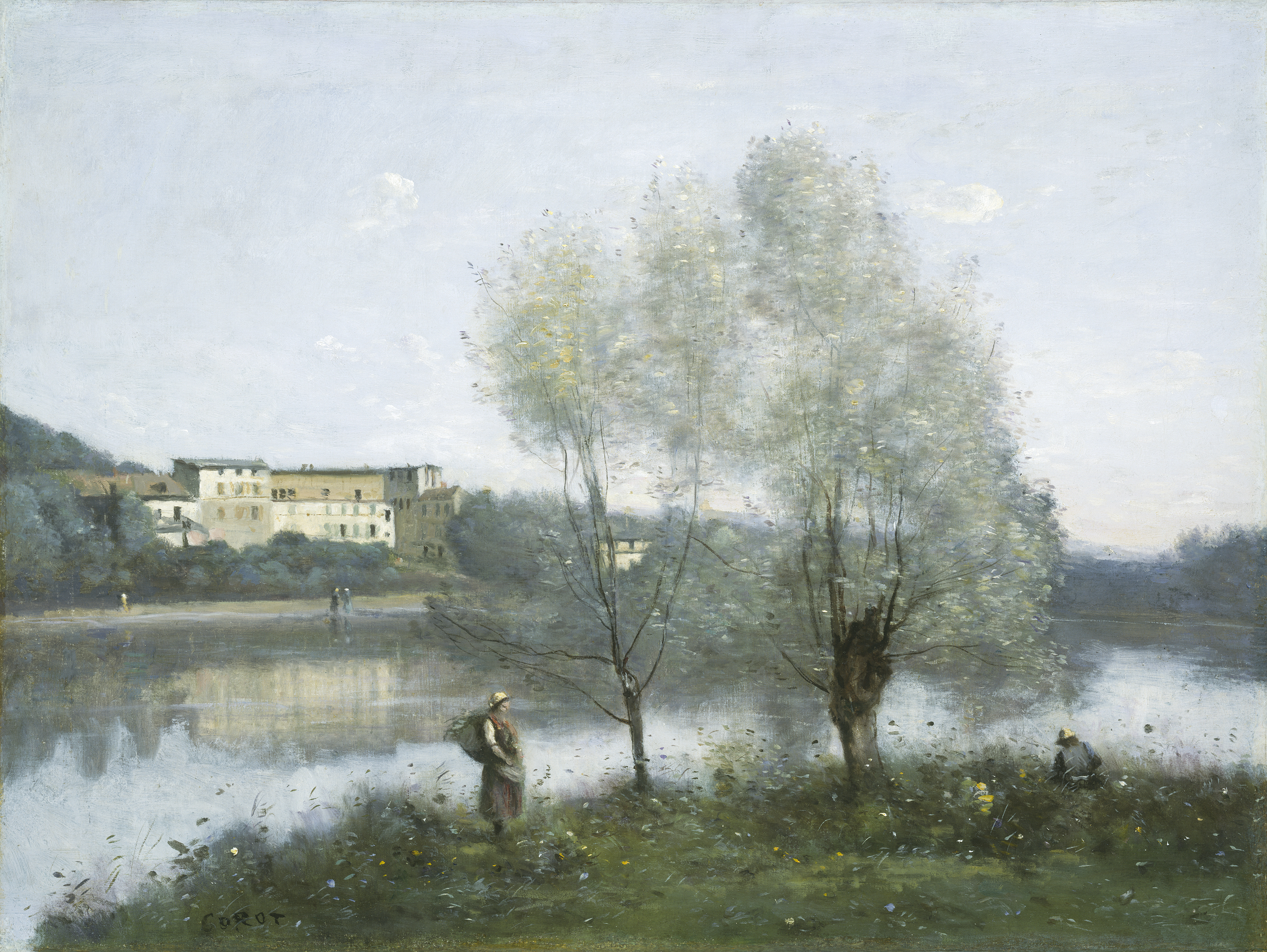
Ville d'Avray (1867) Jean-Baptiste Corot
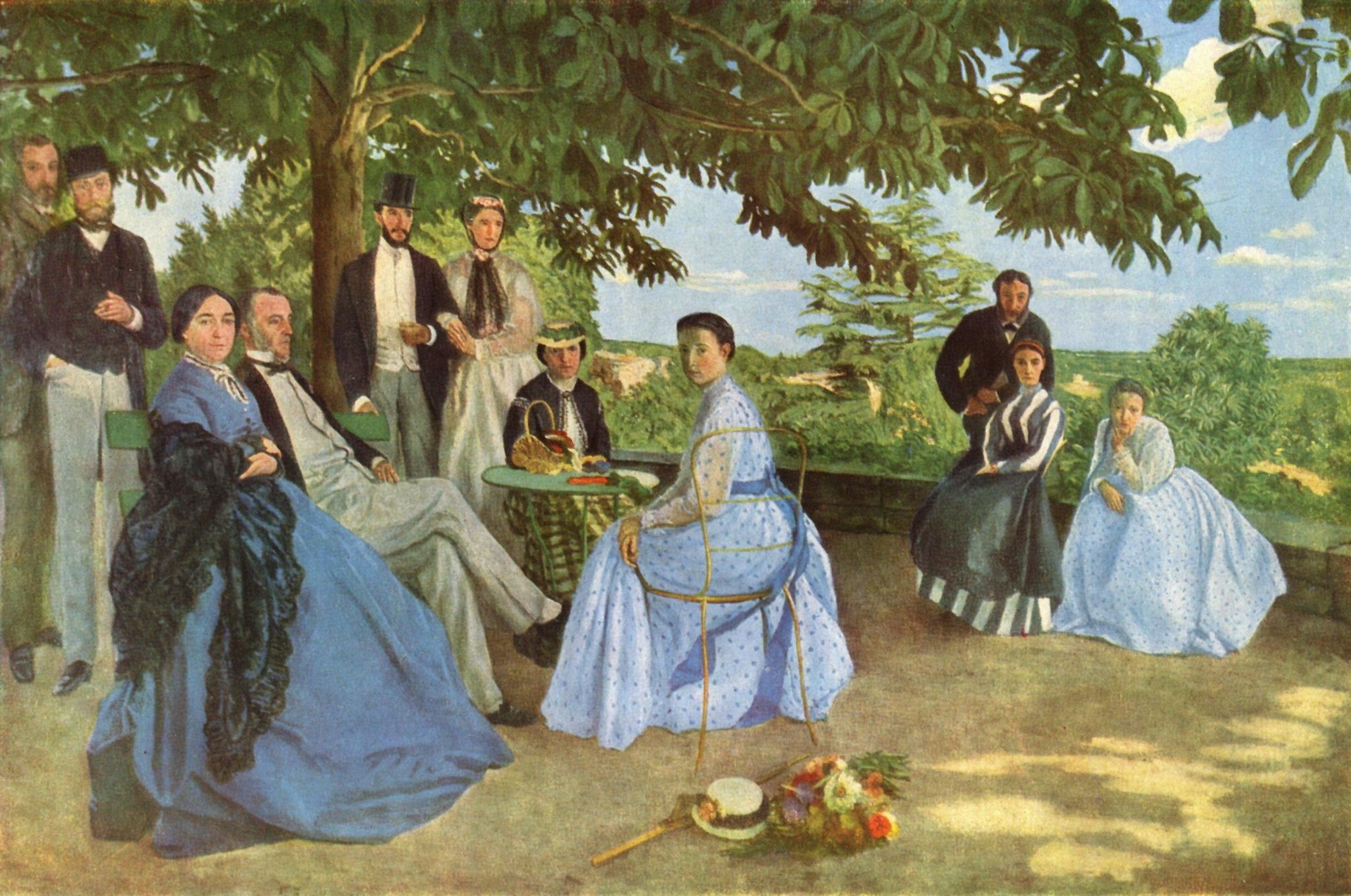
Réunion de Famille (1867) Frédéric Bazille, Musée d'Orsay, Parijs

## Onderwijs
- Haarlem: oprichting eerste MMS.

## Bouwkunst

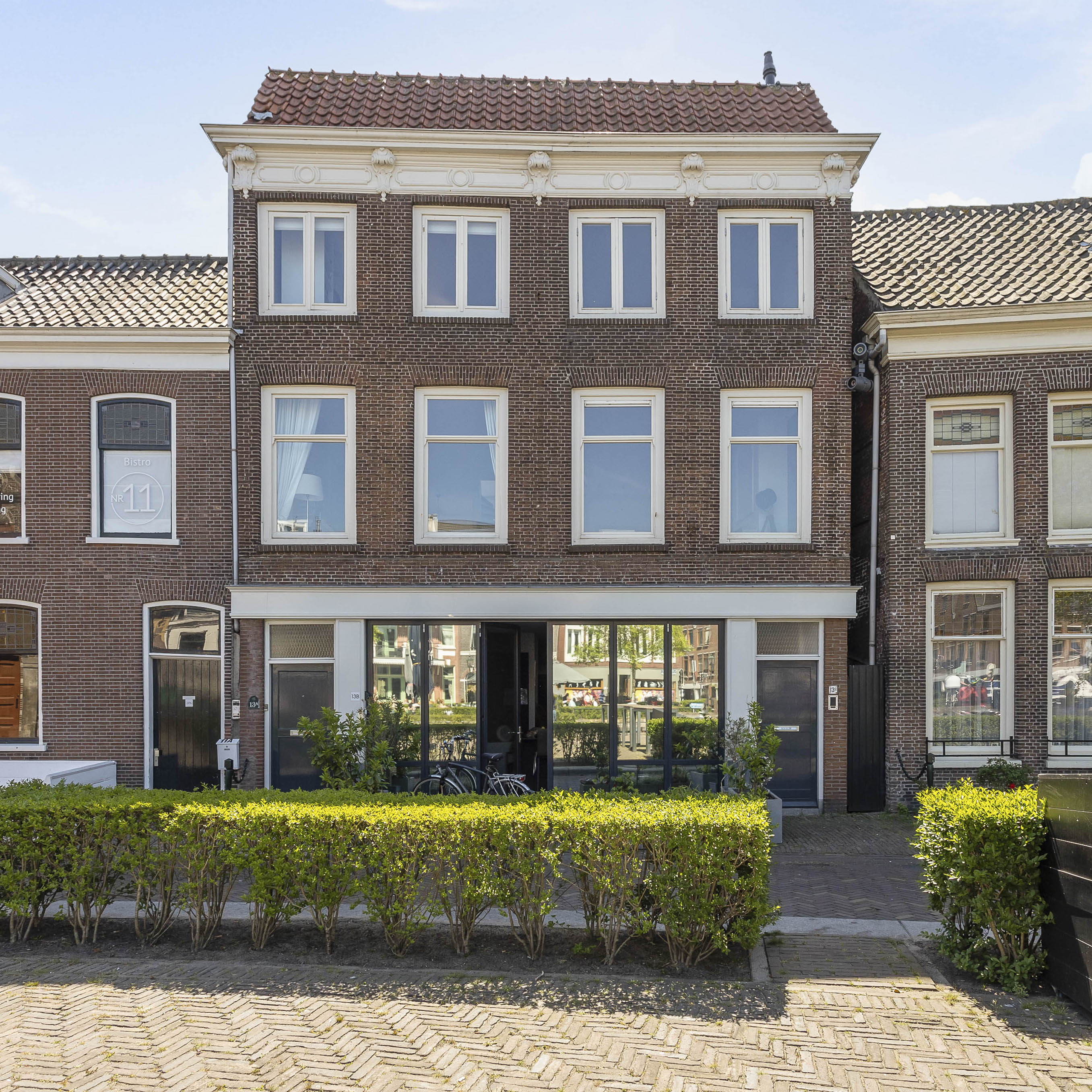
Sluisplein 13C (1867) Leidschendam, Zuid-Holland
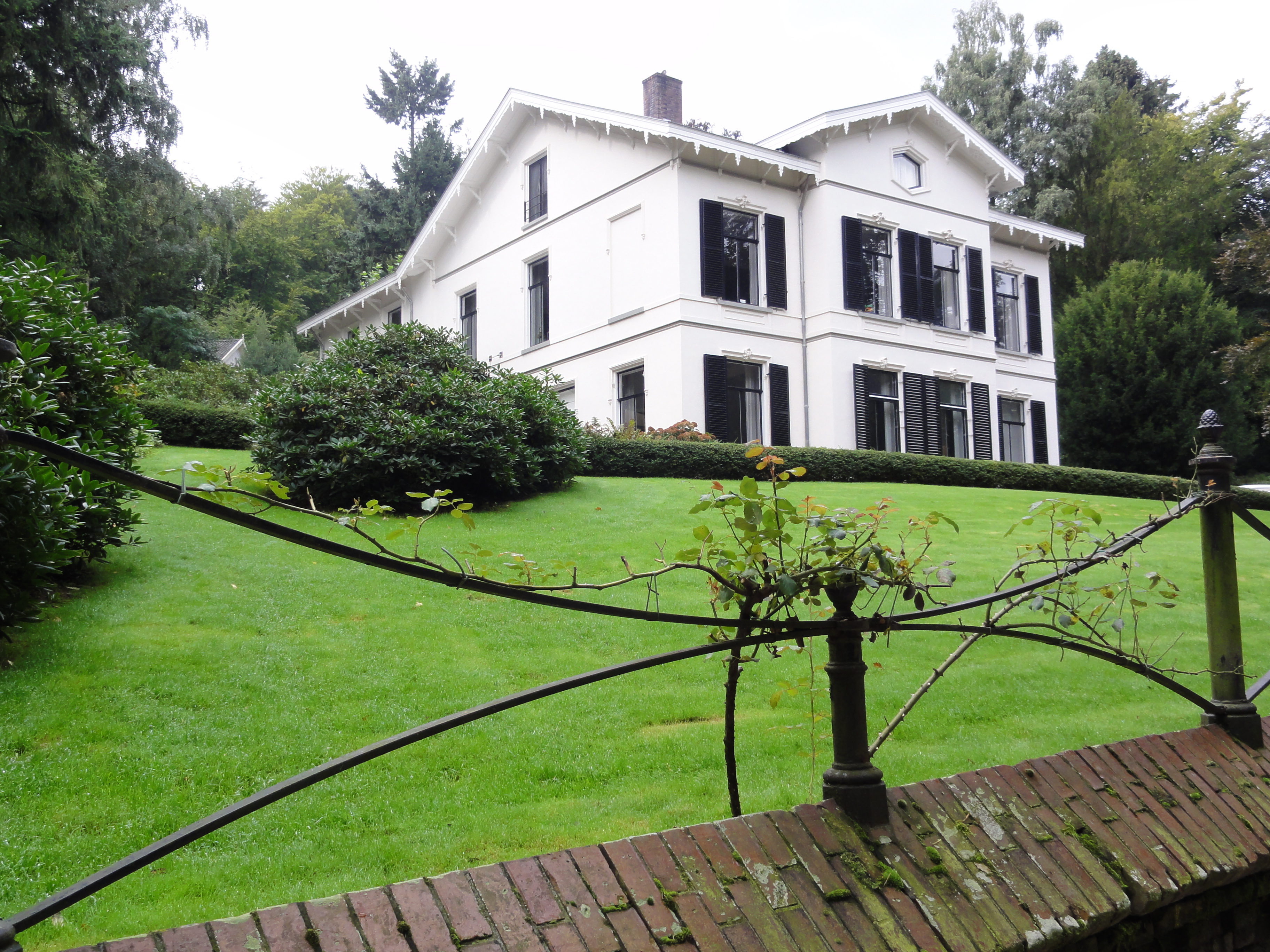
Villa Beukenheim (1867) Ubbergen
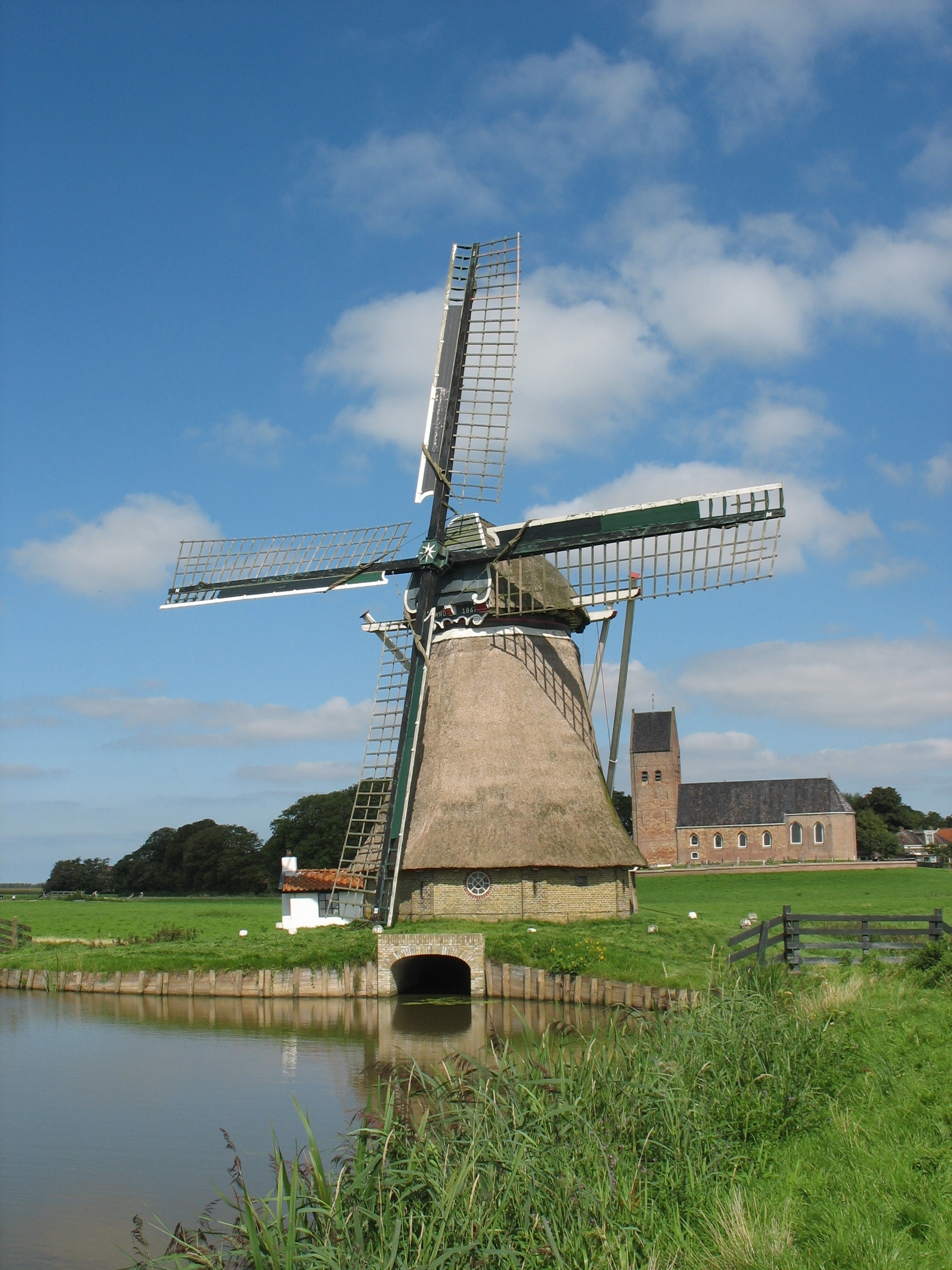
windmolen Victor (1867) Wanswerd, Friesland

## Geboren
januari
- 1 – Jeanne Lanvin, Frans modeontwerpster (overleden 1946)
- 11 – Edward B. Titchener, Amerikaans psycholoog (overleden 1927)
- 11 – Joseph Verhelst, Belgisch politicus (overleden 1943)
- 18 – Rubén Darío, Nicaraguaans schrijver en dichter (overleden 1916)

februari
- 7 – Laura Ingalls Wilder, Amerikaans schrijfster (overleden 1957)
- 18 – Hedwig Courths-Mahler, Duits romanschrijfster (overleden 1950)

maart
- 25 – Arturo Toscanini, Italiaans dirigent (overleden 1957)

april
- 2 - Eugen Sandow, Duits pionier op het gebied van bodybuilding (overleden 1925)
- 7 – Jos Donders, Nederlands architect (overleden 1960)
- 10 – Willem Warnaar, Nederlands ARP-politicus en bloembollenkweker (overleden 1942)
- 16 – Wilbur Wright, Amerikaans vliegtuigpionier (overleden 1912)
- 17 – Auguste Oleffe, Belgisch kunstschilder (overleden 1931)

mei
- 4 – Charles Tombeur, Belgisch militair (overleden 1947)
- 15 – Eoin MacNeill, Iers politicus (overleden 1945)
- 22 – Julio Nakpil, Filipijns componist en revolutionair strijder (overleden 1960)
- 27 – Arnold Bennett, Engels romanschrijver (overleden 1931)
- 29 – Jan van Oort, Nederlands schilder en illustrator (overleden 1938)

juni
- 5 – Paul-Jean Toulet, Frans dichter en schrijver (overleden 1920)
- 8 – Carl Gustaf Mannerheim, Fins opperbevelhebber (overleden 1951)
- 8 – Frank Lloyd Wright, Amerikaans architect (overleden 1959)
- 9 – Pelagia Mendoza, Filipijns beeldhouwster (overleden 1939)

juli
- 4 – Stephen Mather, Amerikaans industrieel en natuurbeschermer (overleden 1930)
- 8 – Käthe Kollwitz, Duits grafisch kunstenares (overleden 1945)
- 14 – Ferdinand Küchler, Duits violist en componist (overleden 1937)
- 15 – Bessie MacNicol, Schots kunstschilder (overleden 1904)
- 18 – Tjerk Luitjes, Nederlands anarchist (overleden 1946)

augustus
- 3 – Stanley Baldwin, Brits politicus; drievoudig premier (overleden 1947)
- 14 – John Galsworthy, Brits romanschrijver en Nobelprijswinnaar (overleden 1933)
- 15 – Alfons Loontjens, Belgisch ondernemer (overleden 1941)
- 28 – Umberto Giordano, Italiaans componist (overleden 1948)

september
- 21 – Henry Stimson, Amerikaans politicus (overleden 1950)
- 29 – Walther Rathenau, Duits industrieel en politicus (overleden 1922)

oktober
- 15 – Sergej Borisov, Russisch fotograaf (overleden 1931)
- 21 – Helena Christina van de Pavord Smits, Nederlands botanisch illustrator (overleden 1941)
- 30 – Elisabeth Couperus-Baud, Nederlands vertaalster en letterkundige (overleden 1960)

november
- 2 – Elena Brockmann, Spaans kunstschilder (overleden 1946)
- 7 – Marie Curie, Pools-Frans natuurkundige (overleden 1934)
- 16 – Léon Daudet, Frans schrijver en journalist (overleden 1942)
- 27 – Charles Koechlin, Frans componist (overleden 1950)
- 29 – Gustav Keller, Zwitsers politicus (overleden 1932)

december
- 7 – Klaas Pander, Nederlands schaatser (overleden 1940)
- 17 – Richard Kandt, Duits ontdekkingsreiziger (overleden 1918)
- 24 – Aleksandre Sjarvasjidze, Abchazisch-Georgische kunstenaar (overleden 1968)

datum onbekend
- Nellie Charlie, indiaans-Amerikaans mandenvlechtster

## Overleden
januari
- 11 – Marguerite Georges (79), Frans toneelactrice
- 22 – William Snow Harris (75), Engels arts en elektrotechnicus

februari
- 25 – Lucas Stokbroo (74), Nederlands verzamelaar en politicus

juli
- 6 – Maximiliaan van Mexico, (44), keizer van Mexico
- 21 – Louis Rosenveldt (69), Nederlands acteur en schouwburgdirecteur
- 26 – Otto I van Griekenland (52), koning van Griekenland (1832-1862)
- 31 – Benoit Fourneyron (64), Frans wetenschapper en uitvinder

augustus
- 25 – Michael Faraday (75), Brits natuurkundige

september
- 17 – Hendrik Jan Heuvelink sr. (60), Nederlands architect
- 26 – Carel Naret Oliphant (86), Nederlands apotheker en schaker
- 29 - Sterling Price (58), Amerikaans generaal

oktober
- 3 – Rómulo Díaz de la Vega (77), Mexicaans politicus en militair
- 5 – Willem van Hessen-Kassel (79), zoon van prins Frederik van Hessen
- 6 – John Molloy, Brits pionier in West-Australië
- 23 – Franz Bopp (76), Duits taalkundige

november
- 18 – James Mangles (circa 81), Brits militair, schrijver en naturalist

december
- 22 – Jean-Victor Poncelet (79), Frans meetkundige en ingenieur
- 26 – József Kossics (80), Sloveens historicus, schrijver, dichter, etnoloog, taalkundige en rooms-katholiek priester

datum onbekend
- Alexandre Louis Jousselin (±85), Frans ingenieur

## Weerextremen in België
- 16 februari: hoogste etmaalgemiddelde temperatuur ooit op deze dag: 11,6 °C.
- 23 mei: laagste etmaalgemiddelde temperatuur ooit op deze dag: 6 °C en laagste minimumtemperatuur: 2,2 °C.
- 29 juli: laagste etmaalgemiddelde temperatuur ooit op deze dag: 12,2 °C.
- november: november met hoogste luchtdruk: 1025,3 hPa (normaal 1014,4 hPa).

Bron: KMI Gegevens Ukkel 1901-2003  met aanvullingen 